# オニヒラアジ
オニヒラアジ（学名:Caranx papuensis）はアジ科に分類される大型の海水魚である。インド洋、西太平洋の熱帯域に広く分布し、分布域は西は南アフリカ、東はマルキーズ諸島、南はオーストラリア、北は日本まで広がっている。体色によって他種と区別することができ、側線の上下に小さな黒い斑点が散らばっているほか、尾鰭の下部が細く白色で縁取られる。沿岸部や沖合の岩礁、サンゴ礁そしてラグーンや湾などでみられ、若魚はエスチュアリーでもみられる。単独あるいは小さな群れで行動する。肉食魚であり、小魚や時としてイカや甲殻類を捕食する。繁殖形態については不明である。漁業においてはあまり重要な種ではないが、様々な漁法により捕獲されることがある。釣りの対象魚であり、また食用としても美味とされる。

## 分類
オニヒラアジはスズキ目アジ科ギンガメアジ属に属する。
本種はオーストラリアの動物学者Haynes Gibbs AlleyneとWilliam John Macleayによって、パプアニューギニアから得られた標本をホロタイプとして1877年に初記載された。彼らは本種をCaranx papuensisと名付けた。種小名のpapuensisは標本が得られたパプアニューギニアに由来する。彼らは本種をギンガメアジ属(Caranx)に分類し、この分類が現在でも正当とされている。その後も独立に二度本種は再記載されている。一度目はサミュエル・ガーマンによってCaranx regularisとして、二度目はジェームズ・レナード・ブライアリー・スミスによってCaranx celetusとして記載された。本種はかつて、現在は疑問名とされているCaranx sansunという種と混同されていたとみられる。スミスは1968年にC. sansunとされていた種の多くを再命名したが、C. celetusという学名もこの時に命名されたものである。

## 形態

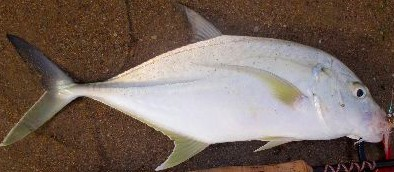
尾びれ上部が黒みを帯びるのが特徴的である

オニヒラアジは大型魚であり、記録されている最大体長は全長で88cm、最大体重は6.4kgである。ロウニンアジ(Caranx ignobilis)としばしば混同されるが、本種の背部の体色が明るいことや体側の黒い斑点が多いことで区別できる。同属他種と類似した側偏した楕円形の体型をもつ。特に前部で背側が腹側よりもふくらんでいる。背鰭は二つの部分に分かれており、第一背鰭には8本の棘条が、第二背鰭には1本の棘条と21本から23本の軟条が存在する。臀鰭は前方に2本の棘条が分離しており、その後方に1本の棘条とそれに続く16本から19本の軟条が存在する。腹鰭には1本の棘条とそれに続く19本から20本の棘条が存在する。側線は前方で湾曲しており、曲線部には53から61の鱗が、直線部には0から3の鱗と31から39の稜鱗（アジ亜科に特有の鱗）が存在する。胸部の腹側には鱗が無いが、腹鰭の手前に部分的に鱗が存在する場所がある。眼には脂瞼（透明な瞼状の部分）がわずかに発達する。上あごにおいては外側に犬歯状の歯からなる隙間の多い歯列が、内側に絨毛状歯からなる歯列が存在する。一方下あごには円錐形の歯からなる隙間の多い歯列が存在する。鰓篩数は26から30、椎骨数は24である。
体色は背部は真鍮色から黄緑色であり、腹部では銀白色となる。若魚は体全体が銀白色である。頭部と体側の側線より上部には小さな黒い斑が散在し、それより下部の胸鰭付近にも少数の斑が存在することがある。これらの斑は加齢とともに数が増える。鰓蓋上部には黒く縁取られた銀白色の斑が存在する。鰭は黄色から黒ずんだ色であるが、尾鰭については上部は黒みを帯び、下部は黄色から黒であり特徴的な白色の薄い縁取りがある。

## 分布

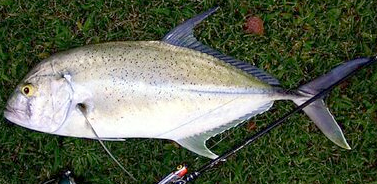
オニヒラアジはしばしば釣りの対象となる

オニヒラアジはインド洋、西太平洋の熱帯、亜熱帯域に広く分布する。分布域は南アフリカとマダガスカルからアフリカ東海岸に沿って広がるが、ペルシャ湾と紅海からは記録はない。インドからも分布域が東へ伸び、東南アジア、マレー諸島、そしてインド洋と太平洋の多くの島々でみられる。生息の南限はオーストラリアのシドニーであり、北限は日本である。分布域は中央太平洋のマルキーズ諸島まで東に広がっている。
日本においては琉球列島や小笠原諸島でみられるほか、標本が得られている和歌山県など、南日本の太平洋側でもみられる。
沿岸部と沖合のどちらにも生息し、成魚は岩礁やサンゴ礁や深海の尖礁（ピナクル）などでみられる。他にも砂底の湾やラグーンなど水深1mほどの浅海でもみられ、若魚はマングローブの茂る入り江でよくみられる。若魚は生息域の全域においてエスチュアリーでもみられることがあり、川の河口まで移動してくることもある。

## 生態
オニヒラアジは肉食魚であり、単独で、あるいは小さな群れで行動し小魚やイカ、エビ、カニなど様々な生物を捕食する。南アフリカ、ナタールのエスチュアリーで行われた研究によれば、本種は若いうちは甲殻類を主に捕食するが成長につれ魚を主に捕食するようになるという。繁殖や回遊などについては不明であるが、漁獲量のデータから南アフリカでは夏に個体数が増加することが示唆されている。
他の魚類と同様、本種は様々な寄生虫の宿主となる。本種の内部寄生虫には腸に寄生する吸虫綱二生亜綱のProsorhynchoides lamprelliが含まれ、外部寄生虫には鰓に寄生する単生綱のLethacotyle veraが含まれる。

## 人間との関係
オニヒラアジは漁業における重要性は高くないが、様々な漁法によって混獲され市場に出回る。漁獲量の統計は無い。釣りの対象となることがあり、小魚を餌として、あるいはルアーなどを用いて釣られる。しかしながら通常はロウニンアジやカスミアジ(Caranx melampygus)といったより大型の種が狙われるため、本種が主対象となることはめずらしい。たいてい混獲の形で捕獲されるため、リリースされることも多い。肉は美味であるとされる。水槽で飼育されることもあり、レユニオン島の水族館で行われた研究によれば、大きな水槽を用意する必要があるものの本種は水槽での生活に適応できるという。